# Juan Francisco del Granado

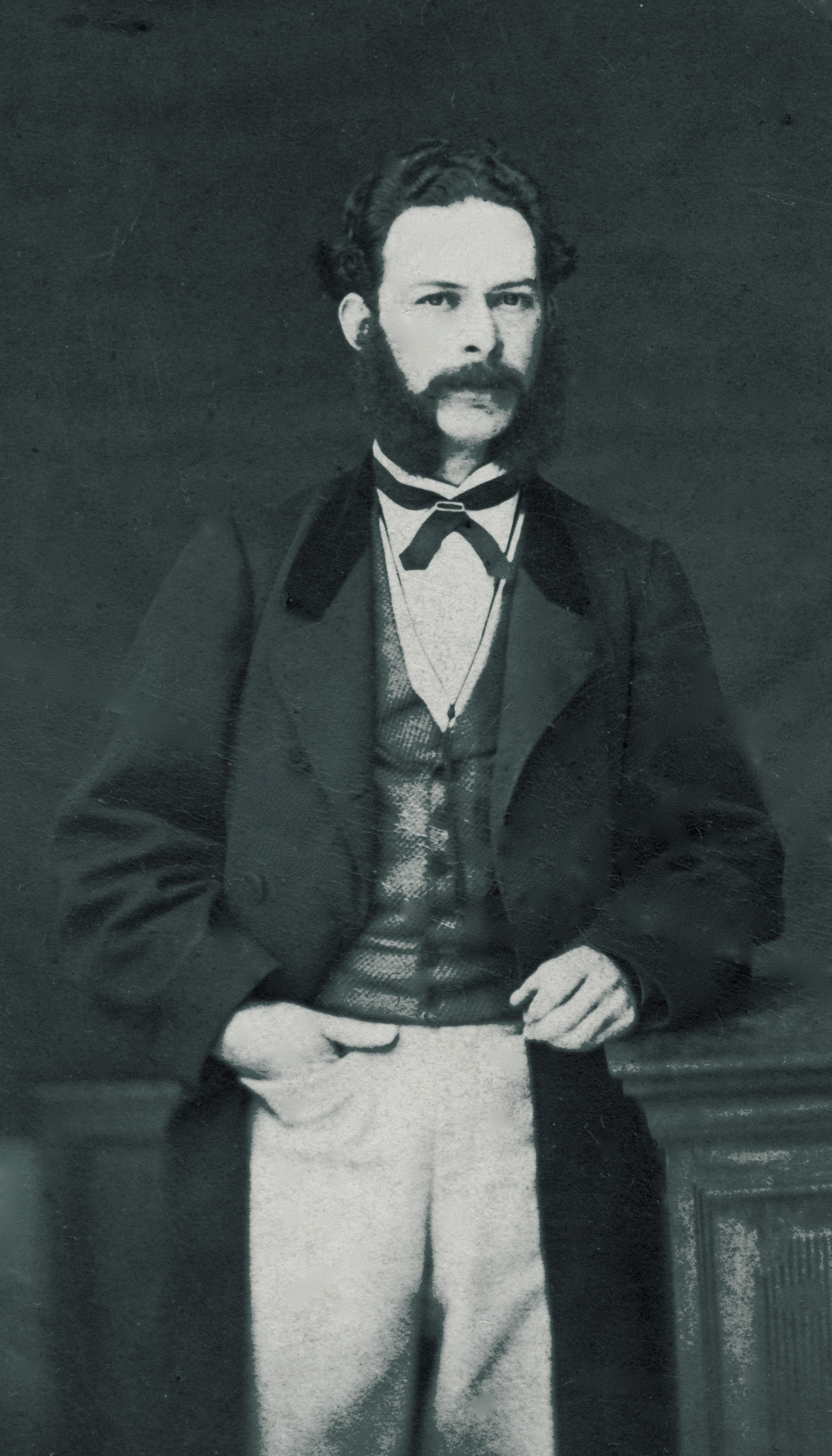
Retrato al daguerrotipo de Juan Francisco del Granado y Flores de Vergara, II conde de Cotoca

Don Juan Francisco Régis José del Granado y Flores de Vergara, segundo conde de Cotoca (16 de junio de 1796 – 8 de julio de 1849) fue un médico y poeta boliviano.
Durante el último periodo colonial a inicios del siglo XIX, de niño había sido testigo y estrecho colaborador del trabajo infatigable de su padre Santiago —considerado uno de los mayores médicos filántropos que han jalonado la historia de la América española— para implantar la vacunación contra la viruela en las comarcas indígenas de la audiencia de Charcas y de las antiguas reducciones jesuitas que dependían de las gobernaciones de Moxos y Chiquitos. 

## Biografía

### Estudios y docencia
Sintió la vocación de su padre por la medicina y se entregó en cuerpo y alma a su práctica. Estudió en la Universidad Real y Pontificia de San Marcos y se tituló de médico cirujano en Lima el 12 de abril de 1825, cuatro meses antes de la fundación de la república boliviana. “Es considerado el primer médico que recibió las licencias generales del Protomedicato de Bolivia para poder ejercer su profesión en los albores de la República de Bolivia”. En 1830 el gobierno boliviano lo designó director del Hospital San Juan de Dios de la ciudad oriental de Santa Cruz de la Sierra. En Sucre se hizo cargo de la cátedra de Cirugía y Anatomía de la Universidad Mayor Real y Pontificia San Francisco Xavier de Chuquisaca, donde desarrolló una temprana labor docente.

### Actuación pública y privada
En su actuación pública y privada, fue acérrimo partidario y allegado íntimo de toda la vida del mariscal de Zepita, don Andrés de Santa Cruz y Calahumana, derrocado en 1839 y luego confinado al destierro en Quito, a quien más de un siglo después su bisnieto Javier le dedicaría una obra épica y heroica. Perteneciente a una familia arraigada a la tradición católica, de sus seis hijos, dos abrazaron la vocación religiosa, contagiados por el dinamismo y la alegría que irradiaba el hogar paterno: tanto su hija Felicidad Perpétua como su hijo Francisco María,  este último obispo de Cochabamba y arzobispo de La Plata, ya ascendido a los altares en Roma.

## Obra literaria
Siendo nieto del insigne humanista quiteño don Ignacio Flores, es normal que haya heredado bastante de la vena literaria de su abuelo. Fue una de las figuras literarias representativas del romanticismo cruceño en la primera mitad del siglo XIX. El año 1841 fue admitido a la Sociedad Literaria en reconocimiento a su actividad como poeta. En el ámbito literario, creó poemas de corte romántico cuya lírica se caracteriza por estar llena de ternura y de una dimensión humana latente. En ningún momento abandonó la medicina por la literatura; llegó a afirmar que sus estudios y su labor como médico ampliaron y profundizaron sus conocimientos sobre el ser humano.